# Ильин, Владимир Васильевич (футболист)
Владимир Васильевич Ильин (15 января 1928, Коломна, СССР — 17 июля 2009, Москва, Россия) — советский футболист, нападающий и тренер. Мастер спорта (1965). Заслуженный тренер РСФСР (1967).
Воспитанник клубной команды «Трактор» (Киров) в 1943—1944 годах. В 1944—1945 годах выступал за «Локомотив» Харьков. Основную часть карьеры провёл в московском «Динамо», дебютировал в составе команды 30 августа 1946 года в матче со «Спартаком» Москва. Футбольную карьеру закончил в «Динамо» Киров в 1958—1960 годах, был капитаном команды.
Обладал способностью предвидеть развитие атаки, умело открывался в штрафной площади соперников, владел сильными и точными ударами с обеих ног. Был самым полезным игроком «Динамо» в 1953—1956 годах. Не допустил ни одного промаха при выполнении пенальти. Несколько лет был лучшим бомбардиром команды, входит в десятку лучших бомбардиров «Динамо» за все годы.
В 1954—1956 годах играл во второй сборной СССР.
Окончил школу тренеров при ГЦОЛИФКе в 1960 году. В 1961—1964 годах — старший тренер «Динамо» Брянск. С 1965 года работал в московском «Динамо»: 1965—1971 и 1975—1976 годы — тренер команды, 1972—1974 годы — администратор, 1977—1988 годы — тренер юношеских и детских команд СДЮШОР «Динамо», 1989—2000 годы — тренер детских и юношеских команд детско-юношеской спортивной школы «Динамо-3». Подготовил для состава дубля Андрея Кобелева, Андрея Чернышова, Равиля Сабитова.
Скончался 17 июля 2009 года. Похоронен на Николо-Архангельском кладбище.

## Достижения
- Чемпионат СССР:

Чемпион (3): 1949, 1954, 1955.
Второй призёр (3): 1948, 1950, 1956,
Третий призёр (1): 1952.
- Кубок СССР:

Обладатель (1): 1953.
Финалист (2): 1949, 1950.
- Лучший бомбардир чемпионата 1954 года — 11 голов (вместе с А. Ильиным и А. Сочневым).
- Победитель футбольного турнира Спартакиады народов РСФСР 1959 года в составе сборной Кировской области.